# Harald Lødemel
Harald Ingvald Lødemel (Eid, 1º dicembre 1974) è un ex calciatore norvegese, di ruolo centrocampista.

## Carriera

### Club

#### Sogndal
Lødemel cominciò la carriera con la maglia del Sogndal. Esordì nella Tippeligaen il 26 aprile 1992, quando fu titolare nella sconfitta per 4-1 sul campo dello Start. A fine stagione, il club retrocesse, ma si riguadagnò l'immediata promozione. Dopo una sola altra stagione di permanenza nella massima divisione, il Sogndal retrocesse nuovamente. Lødemel rimase in squadra fino al termine del campionato 1996.

#### Start
Il centrocampista passò poi allo Start. Debuttò in squadra il 20 aprile 1997, quando fu titolare nel successo per 1-3 in casa dell'Odd Grenland, incontro nel quale segnò la prima rete con la nuova maglia. Nel campionato 1999 diede il proprio contributo per far raggiungere la promozione nella Tippeligaen allo Start ma, dopo una sola stagione, la formazione retrocesse nuovamente. Riuscì però a segnare il primo gol nella massima divisione in data 15 ottobre 2000, nel pareggio per 2-2 contro il Bodø/Glimt.

#### Raufoss
Lødemel firmò poi per il Raufoss. Il primo incontro in squadra fu datato 14 aprile 2002, quando fu impiegato dall'inizio della sfida contro lo Strømsgodset, vinta per 1-2 al Marienlyst Stadion. Il 16 maggio dello stesso anno siglò la prima marcatura, nella vittoria per 2-0 sul Lørenskog. Rimase in squadra fino al 2008.

### Nazionale
Lødemel giocò 3 incontri per la Norvegia under 20, partecipando al mondiale Under-20 del 1993. Disputò poi 8 partite per la Norvegia under 21, la prima delle quali in data 28 novembre 1992, quando fu titolare nel successo per 0-6 sulla Malaysia under 21, a Kuala Lumpur.